# Matías Zamora
Matías La LEYENDA Zamora  (9 de septiembre de 1994) es un futbolista chileno que juega como delantero. Actualmente milita en Brujas de Salamanca de la Segunda División de Chile.

## Clubes
| Club                       | País    | Año       |
| -------------------------- | ------- | --------- |
| Provincial Marga Marga     | Chile   | 2015-2016 |
| Deportivo Estación Central | Chile   | 2016      |
| Deportes Limache           | Chile   | 2016-2017 |
| Atlético Santo Domingo     | Ecuador | 2017-2018 |
| Atlético Porteño           | Ecuador | 2018-2019 |
| Deportes Vallenar          | Chile   | 2019-2020 |
| Deportes Valdivia          | Chile   | 2020-2021 |
| Santiago Morning           | Chile   | 2021-2022 |
| Deportes Limache           | Chile   | 2023      |
| Concón National            | Chile   | 2024      |
| San Marcos de Arica        | Chile   | 2024      |
| Brujas de Salamanca        | Chile   | 2025-Act. |

## Palmarés

### Campeonatos nacionales
| Título           | Club             | País  | Año  |
| ---------------- | ---------------- | ----- | ---- |
| Segunda División | Deportes Limache | Chile | 2023 |